# Pacto Kellogg-Briand

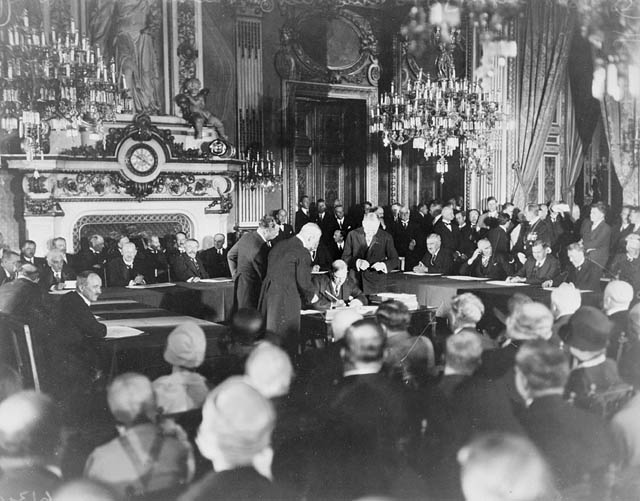
Assinatura do Pacto de Paris.

O Pacto Kellogg-Briand, também conhecido como Pacto de Paris, por conta da cidade onde foi assinado em 27 de agosto de 1928, foi um tratado internacional "estipulando a renúncia à guerra como  instrumento de política nacional". Ele fracassou em seu propósito, mas foi significativo no desenvolvimento posterior do direito internacional. Recebeu os nomes do Secretário de Estado dos Estados Unidos Frank B. Kellogg e do ministro francês das relações exteriores Aristide Briand, que rascunhou o pacto.

## Signatários e aderentes

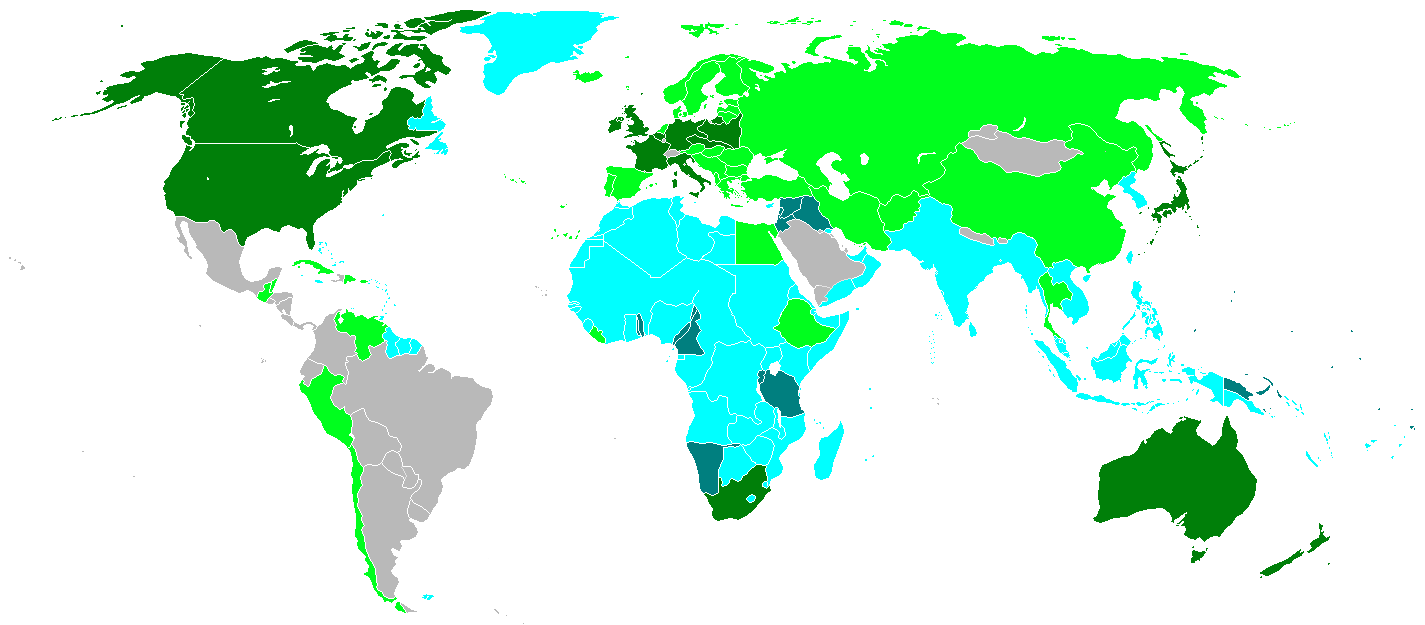
Verde escuro: signatários originais
Verde: aderentes posteriores
Azul claro: territórios dos participantes
Azul escuro: mandatos da Liga das Nações administrados por participantes

Após negociações, o pacto foi assinado em Paris no ministério dos negócios estrangeiros francês por representantes da Austrália, Bélgica, Canadá, Checoslováquia, França, Alemanha, Índia Britânica, Estado Livre Irlandês, Itália, Japão, Nova Zelândia, Polónia, União Sul-Africana,  Reino Unido e Estados Unidos. Estabeleceu-se que entraria em vigor em 24 de julho de 1929. Nessa data, as seguintes nações participavam, ou já tinham aderido em definitivo, aos termos do pacto: Afeganistão, Albânia, Áustria, Bulgária, China, Cuba, Dinamarca, República Dominicana, Egito, Estónia, Etiópia, Finlândia, Guatemala, Hungria, Islândia, Letónia, Libéria, Lituânia,  Países Baixos, Nicarágua, Noruega, Panamá, Peru, Portugal, Roménia, União Soviética, Kingdom of the Serbs, Croats, and Slovenes, Sião, Espanha, Suécia, e Turquia.  Outros Estados juntaram-se após essa data (Pérsia, Grécia, Honduras, Chile, Luxemburgo, Danzig, Costa Rica, Brasil e Venezuela), para um total de 54 signatários. Em 1971, Barbados declarou adesão ao tratado.
Nos Estados Unidos, o Senado aprovou por larga margem o tratado, 85 a 1, apenas com o voto contrário do republicano do Wisconsin John J. Blaine.
O Brasil aderiu ao pacto de Briand Kellog em julho de 1934, por meio do decreto Nº 24.557, de 3 de julho de 1934.

## Efeito e legado
O Pacto Kellogg-Briand foi concluído fora da Liga das Nações, e permanece atualmente em vigor. Um mês após a sua conclusão, um acordo semelhante, a Lei Geral para a Solução Pacífica dos Conflitos Internacionais, foi concluído em Genebra, o que obrigou sua partes signatárias a estabelecer comissões de conciliação em qualquer caso de disputa. 
Como uma questão prática, o Pacto Kellogg-Briand não fez jus ao seu objetivo de acabar com a guerra, e, nesse sentido, não fazia contribuição imediata para a paz internacional, provando ser ineficaz nos anos vindouros. Além disso, o pacto apagou a distinção legal entre a guerra e a paz, porque os signatários, tendo renunciado ao uso da guerra, começaram a travar guerras sem declará-las, como ocorreu na invasão japonesa da Manchúria em 1931, na invasão italiana da Abissínia em 1935, na invasão soviética da Finlândia em 1939 e nas invasões alemãs e soviéticas da Polônia em 1939. No entanto, o Pacto é um importante tratado multilateral porque, além de vincular as nações específicas que a assinaram, também serviu de base jurídica para estabelecer normas internacionais sobre ilegalidade da ameaça ou do uso da força militar, da violação do direito internacional, bem como das aquisições territoriais daí decorrentes.
Notavelmente, o pacto serviu de base jurídica para a criação do conceito de crime contra a paz. Foi por cometer este crime que o Tribunal de Nuremberg e o Tribunal de Tóquio julgaram e condenam responsáveis por iniciar a Segunda Guerra Mundial.
A interdição da guerra agressiva foi confirmada e ampliada pela Carta das Nações Unidas, que prevê, no item 4 do artigo 2º, que "Todos os membros devem abster-se nas suas relações internacionais da ameaça ou uso da força contra a integridade territorial ou a independência política de qualquer Estado, ou de qualquer outra ação incompatível com os Propósitos das Nações Unidas". Uma consequência jurídica desta é que é claramente ilegal anexar território pela força. No entanto, nem esta nem o tratado original tem impedido o uso posterior de anexação. Mais amplamente, há uma forte presunção contra a legalidade do uso, ou ameaça, da força militar contra outro país. Nações que têm recorrido ao uso da força desde que a Carta entrou em vigor tipicamente invocam autodefesa ou direito de defesa coletiva. 